# Listasavn Føroya

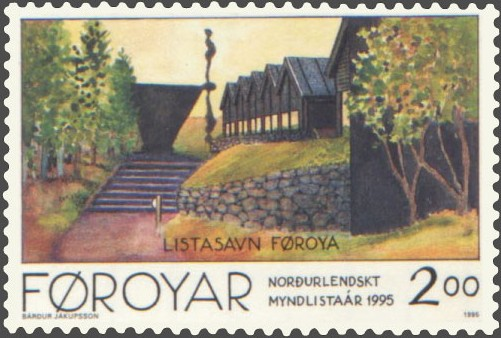
A múzeum bélyegen (1995)

A Listasavn Føroya (Feröeri Művészeti Múzeum) Feröer művészeti múzeuma. A fővárosban, Tórshavnban található, és a feröeri művészet legjelentősebb gyűjteményének ad otthont. A Viðarlundin (a Tórshavni városliget) északi szélén áll, mintegy öt perc sétára az Észak Házától és pár lépésre a Gundadalur sportközponttól.
A múzeum független intézmény. Négytagú tanács vezeti, melybe egy-egy főt delegál a kormány, a művészeti egyesület, a képzőművészek szövetsége és Tórshavn község tanácsa.

## Történelem

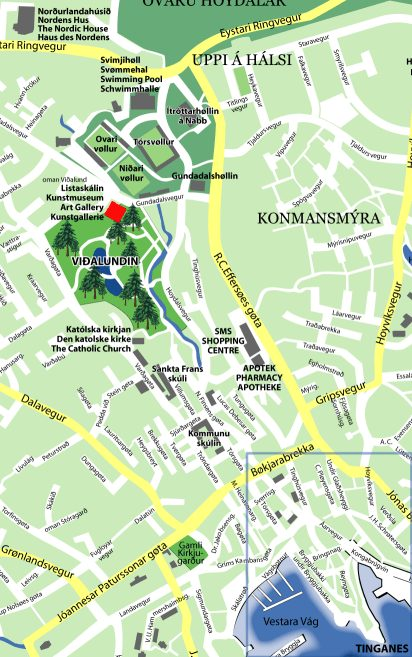
A múzeum Tórshavn térképén
(piros négyszöggel jelölve)

A múzeumot 1989-ben alapították. Az új intézmény átvette a Listafelag Føroya (Feröeri Művészeti Egyesület) által 1970-ben felépített Listaskáli művészeti galériát, amelyet Jákup Pauli Gregoriussen tervezett. A régi épület mellett 1993-ban adták át az új, 1600 m²-es alapterületű múzeumi épületet.

## Kiállítások
A feröeri művészek festményeit, grafikáit és plasztikáit bemutató állandó kiállítás mellett rendszeresen rendeznek időszaki kiállításokat (nemzetközieket is), valamint koncerteket. A múzeum egyúttal a Listafelag Føroya székhelye is; a hazai és külföldi művészeknek ezen kívül grafikai műterem is rendelkezésére áll.
A múzeum december 15. és január 15. között zárva tart. Az év többi részében hétfő kivételével naponta néhány órát van nyitva, nyáron hosszabbított nyitvatartási idővel. A látogatókat egy kávézó és egy bolt is fogadja, ahol albumokat, nyomatokat, képeslapokat vásárolhatnak.